# Сушица (Петровец)
Сушица (мкд. Сушица) је насеље у Северној Македонији, у северном делу државе. Сушица припада општини Петровец, која припада приградском делу Области Града Скопља.

## Географија
Сушица је смештена у северном делу Северне Македоније. Од најближег града, Скопља, село је удаљено 30 km источно.
Село Сушица се налази у историјској области Блатија. Село је положено на Градиштанској планини, која затвара Скопску котлину са истока, на приближно 380 метара надморске висине.
Месна клима је континентална.

## Становништво
Сушица је према последњем попису из 2002. године имала 178 становника.
Већинско становништво у насељу су етнички Македонци (100%).
Претежна вероисповест месног становништва је православље.